# Општина Штефан чел Маре (Васлуј)
Штефан чел Маре (рум. Ştefan cel Mare) општина је у Румунији у округу Васлуј.
Oпштина се налази на надморској висини од 107 m.